# Beattie
Beattie – miasto w Stanach Zjednoczonych, w stanie Kansas, w hrabstwie Marshall.